# Tip-Toes
Tip-Toes es un musical escrito por Guy Bolton y Fred Thompson, y música y letras de George e Ira Gershwin, respectivamente. 
El musical se estrenó en el teatro Liberty de Broadway (Nueva York) en 1925, y en Londres, al año siguiente. Poco después, se adaptó a una película muda protagonizada por Dorothy Gish y Will Rogers.

## Argumento
En la estación de tren de Palm Beach (Florida), el coqueto o insinuante Rollo Fish Metcalf está sorprendido de ver a su mujer Sylvia planear una fiesta para su hermano millonario Steve, que viene a visitarla. Steve va a heredar la fábrica de pegamento familiar. Para la fiesta se quiere contratar a unos animadores, que serán Tip-Toes, su hermano Al y su tío Hen. Rollo coquetea con Tip-Toes, quien está disgustada al comprobar que él está casado, y Sylvia ha visto una comprometida foto de la pareja. Cuando Rollo se percata que Tip-Toes es una de las animadoras, les paga para que se marchen, y estos se dirigen a Palm Beach, para ver si encuentran a un millonario que se case con la chica.
Más tarde, se ve a la gente felizmente apostando en un club de la ciudad. Sylvia quiere que Steve parezca más sofisticado, así que le presenta dos jóvenes señoritas, Binnie y Denise, que van a darle clases de baile, música, golf y bridge. Mientras tanto, Tip-Toes, haciéndose pasar por una señorita rica "Roberta", interpreta un juego que le permite ser besada por Steve, al que recordaba de la estación. Los dos se sienten inmediatamente atraídos el uno por el otro. La chica está cerca de ser atropellada por un coche; aunque el accidenta no es grave, a ella se le presenta amnesia y cree que realmente es una mujer rica, a lo que su hermano y tío responden afirmativa y felizmente.
Todo el mundo está lista para la fiesta en el yate de Steve. "Roberta" y Steve están felices de haberse conocido, como ella piensa que es rica, está gastando más dinero del que realmente puede permitirse. Rollo revela la verdadera identidad de Tip-Toes, para proteger su secreto, a lo que Steve se siente desesperanzado. La chica dice a Steve que lo ama, y no por su dinero, a lo que Steve le contesta que él en realidad está arruinado, y que busque a un verdadero millonario.
Al día siguiente, la chica paga la factura del hotel, ganando dinero con una actuación de baile. Steve le propone matrimonia y le regala un anillo; ella acepta felizmente, aunque cree que es un anillo falso, ya que Steve está en bancarrota, pero la verdad es que sigue siendo un millonario.